# NGC 806-1
NGC 806-1 is een spiraalvormig sterrenstelsel in het sterrenbeeld Walvis. Het hemelobject werd op 1 november 1886 ontdekt door de Amerikaanse astronoom Lewis A. Swift. Het sterrenstelsel bevindt zich dicht bij NGC 806-2.

## Synoniemen
- PGC 7835
- MCG -2-6-21
- KUG 0201-101
- IRAS02010-1010